# Amphidium remotidens
Amphidium remotidens là một loài Rêu trong họ Orthotrichaceae. Loài này được (Müll. Hal.) Broth. mô tả khoa học đầu tiên năm 1902.